# Jim Backus

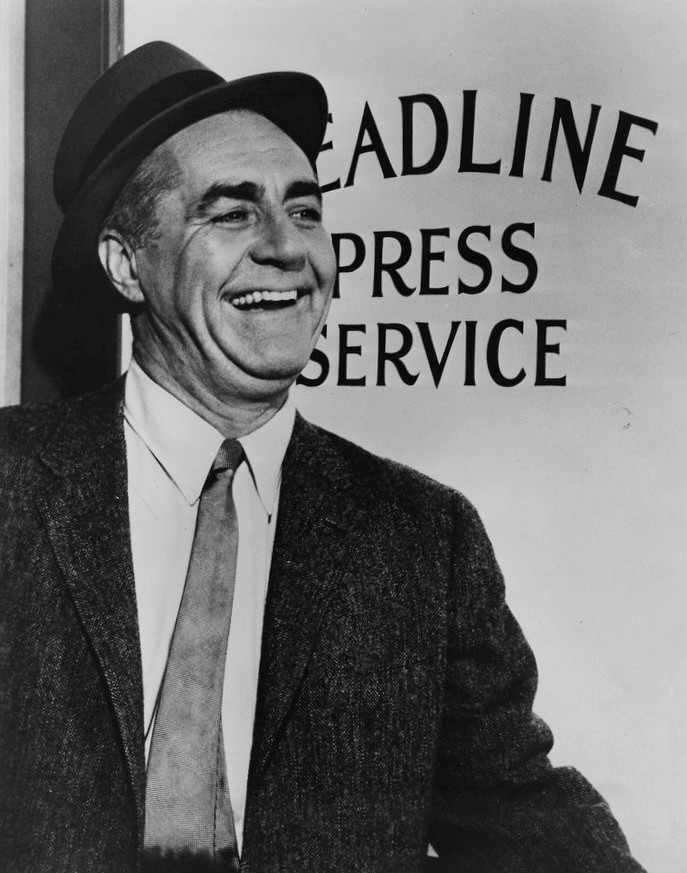
Jim Backus în 1962

Jim Backus (n. 25 februarie 1913, Ohio, SUA – d. 3 iulie 1989, Los Angeles, California, SUA) a fost un actor american de film și televiziune. Printre cele mai faimoase roluri ale lui sunt: vocea din "Mr. Magoo", bogatul "Hubert Updike, III", din show-ul radio al lui Alan Young, soțul lui Joan Davis' (judecătoare) în serialul TV "I Married Joan", tatăl lui James Dean în Rebel fără cauză (1955) și "Thurston Howell, III" în sitcomul din 1960 "Gilligan's Island". De asemenea a jucat și în propriul lui show de un sezon "The Jim Backus Show", cunoscut ca "Hot off the Wire".

## Filmografie parțială
- A-Lad-In His Lamp (1948) (voce, necreditat)
- Father was a Fullback (1949)
- Easy Living (1949)
- The Great Lover (1949)
- A Dangerous Profession (1949)
- One Last Fling (1949)
- Ma and Pa Kettle Go to Town (1950)
- M (1951)
- Bright Victory (1951)
- His Kind of Woman (1951)
- Half Angel (1951)
- Hollywood Story (1951)
- The Man with a Cloak (1951)
- I'll See You in My Dreams (1951)
- I Want You (1951)
- Here Come the Nelsons (1952)
- 1952 Ediție specială (Deadline – U.S.A.), regia Richard Brooks
- Pat and Mike (1952)
- The Rose Bowl Story (1952)
- Don't Bother to Knock (1952)
- Androcles and the Lion (1952)
- Above and Beyond (1952)
- Angel Face (1953)
- I Love Melvin (1953)
- Francis in the Navy (1955)
- 1955 Rebel fără cauză (Rebel Without a Cause), regia Nicholas Ray
- Meet Me in Las Vegas (1956)
- The Opposite Sex (1956)
- The Girl He Left Behind (1956)
- You Can't Run Away from It (1956)
- The Great Man (1956)
- Top Secret Affair (1957)
- Man of a Thousand Faces (1957)
- The Pied Piper of Hamelin (1957)
- Macabre (1958)
- Ask Any Girl (1959)
- The Wild and the Innocent (1959)
- Ice Palace (1960)
- The Horizontal Lieutenant (1962)
- Boys' Night Out (1962)
- Zotz! (1962)
- The Beverly Hillbillies (1962)
- 1962 Lumea minunată a fraților Grimm (The Wonderful World of the Brothers Grimm), regia Henry Levin și George Pal
- Mister Magoo's Christmas Carol (1962) (TV; voce)
- Operation Bikini (1963)
- My Six Loves (1963)
- Critic's Choice (1963)
- Johnny Cool (1963)
- 1963 O lume nebună, nebună, nebună... (It's a Mad, Mad, Mad, Mad World), regia Stanley Kramer
- 1963 Duminică la New York (Sunday in New York), regia Peter Tewksbury
- The Wheeler Dealers (1963)
- Advance to the Rear (1964)
- Gilligan's Island (1964-1967)
- Billie (1965)
- John Goldfarb, Please Come Home! (1965)
- 1967 Grăbiți apusul soarelui (Hurry Sundown), regia Otto Preminger
- Where Were You When the Lights Went Out? (1968)
- Hello Down There (1969)
- Wake Me When the War Is Over (1969) (TV)
- 1970 Visând la Jeannie (I Dream of Jeannie), regia Sidney Sheldon
- Cockeyed Cowboys of Calico County (1970)
- Myra Breckinridge (1970)
- The Brady Bunch (1971)
- Now You See Him, Now You Don't (1972)
- Miracle on 34th Street (1973)
- The Girl Most Likely to... (1973) (TV)
- Yes, Virginia, There Is a Santa Claus (1974) (TV; voce)
- Crazy Mama (1975)
- Friday Foster (1975)
- The Magic Pony (1975) (voce)
- Pete's Dragon (1977)
- Rescue from Gilligan's Island (1978) (TV)
- Angels' Brigade (1979)
- The Castaways on Gilligan's Island (1979) (TV)
- 1979 Câinele electronic (C.H.O.M.P.S.), regia Don Chaffey
- The Rebels (1979)
- The Harlem Globetrotters on Gilligan's Island (1981) (TV)
- Slapstick of Another Kind (1982)
- Prince Jack (1985)